# ضریب اتوبوس
ضریب اتوبوس (به انگلیسی: Bus Factor) در توسعه نرم‌افزار یا به طور کلی در مدیریت بحران مقیاسی است برای بررسی تجمع اطلاعات در دست اعضای تیم. ضریب اتوبوس در یک پروژه، تعداد نفراتی است که در صورت از بین رفتنشان (مثلاً در صورت تصادف با یک اتوبوس) باعث توقف یا اختلال جدی در کار پروژه می‌شوند. ضریب اتوبوس بالا نشان دهنده پروژه‌ای است که در آن افراد زیادی در مورد اجزای پروژه اطلاعات کافی دارند.
مشخص است که «تصادف با اتوبوس» تنها یک استعاره بوده و عدم حضور افراد در پروژه می‌تواند به خاطر عوامل مرسوم‌تری مانند مهاجرت، تولد فرزند، تغییر شغل و موارد دیگر باشد.
یکی از اولین نمونه‌های اشاره به این اصطلاح مربوط به زمانی است که مایکل مک‌لی این سؤال را مطرح کرد که در صورت تصادف خودو فان روسوم با اتوبوس، چه اتفاقی برای زبان برنامه نویسی پایتون خواهد افتاد.